# Vysočina kerület
Koordináták: é. sz. 49° 23′ 44″, k. h. 15° 35′ 27″49.395556°N 15.590833°E
Vysočina kerület (csehül Kraj Vysočina, 2001-ig Jihlavai kerület) közigazgatási egység Csehország délkeleti részén. Székhelye Jihlava. Lakosainak száma 511 645 fő (2007).
Neve (vysočina = fennsík, felvidék) földrajztudományi jellemzőire utal.

## Földrajza
A történelmi Csehország (Cseh Királyság) és Morvaország (Morva Őrgrófság) között megosztott vidék. Északról az óramutató járásával megegyező irányba a Pardubicei kerület, a Dél-morvaországi kerület, a Dél-csehországi kerület és a Közép-csehországi kerület határolja.
A terület lényegében a Cseh–Morva-dombságot foglalja magába. 

## Járások

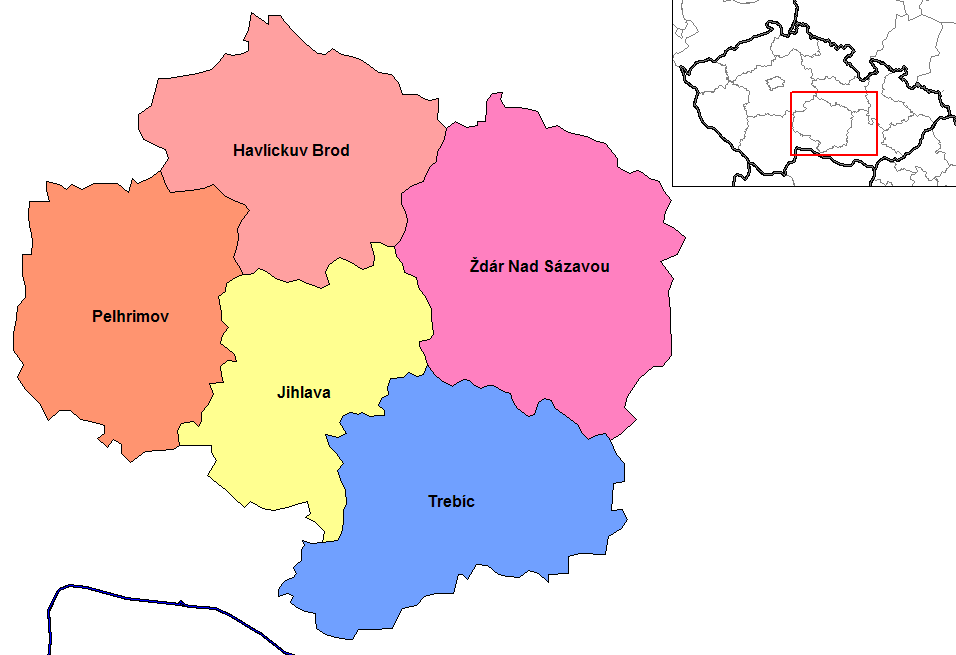
A Vysočina kerület járásai

2005. január 1-től, a legutóbbi kerülethatár-módosítás óta a területe 6795 km², melyen 5 járás osztozik:
| Név (Cseh név)                                    | Jel | Székhely         | Népesség (fő, 2010) | Terület (km²) | Népsűrűség (fő/km²) | Községek száma |
| ------------------------------------------------- | --- | ---------------- | ------------------- | ------------- | ------------------- | -------------- |
| Havlíčkův Brod-i járás (Okres Havlíčkův Brod)     | HB  | Havlíčkův Brod   | 95 618              | 1 265         | 76                  | 120            |
| Jihlavai járás (Okres Jihlava)                    | JI  | Jihlava          | 111 257             | 1 199         | 93                  | 123            |
| Pelhřimovi járás (Okres Pelhřimov)                | PE  | Pelhřimov        | 72 958              | 1 290         | 57                  | 120            |
| Třebíči járás (Okres Třebíč)                      | TR  | Třebíč           | 114 153             | 1 463         | 78                  | 167            |
| Žďár nad Sázavou-i járás (Okres Žďár nad Sázavou) | ZR  | Žďár nad Sázavou | 119 691             | 1 579         | 76                  | 174            |

## Legnagyobb települések

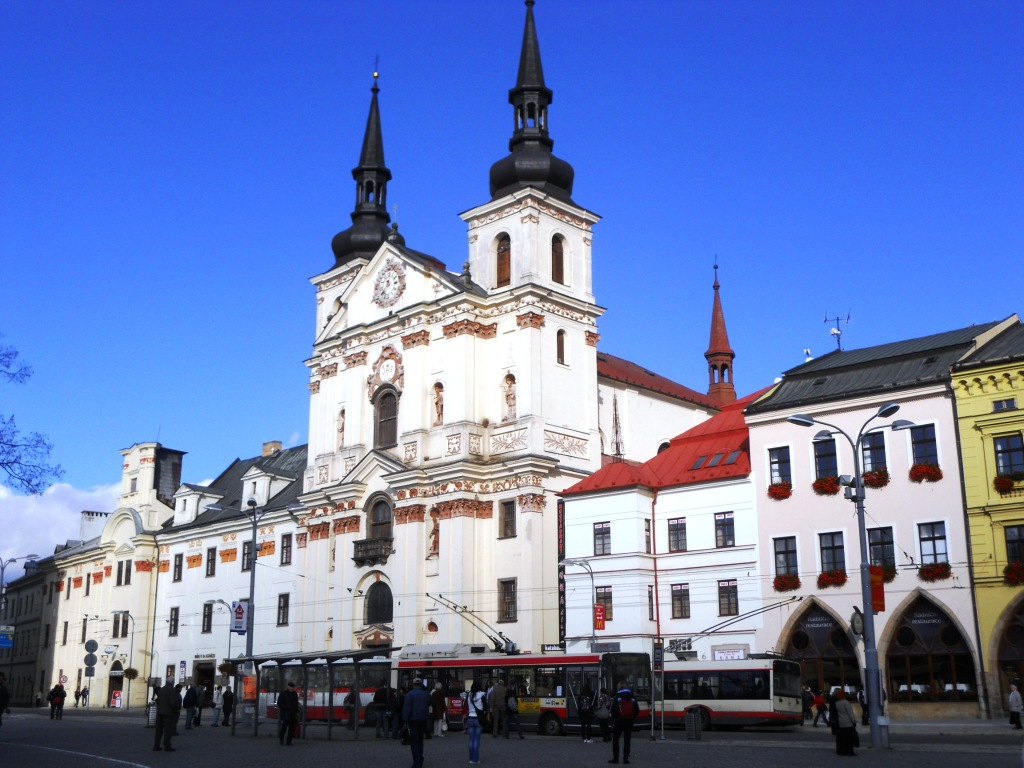
Jihlava, Szent Ignác templom

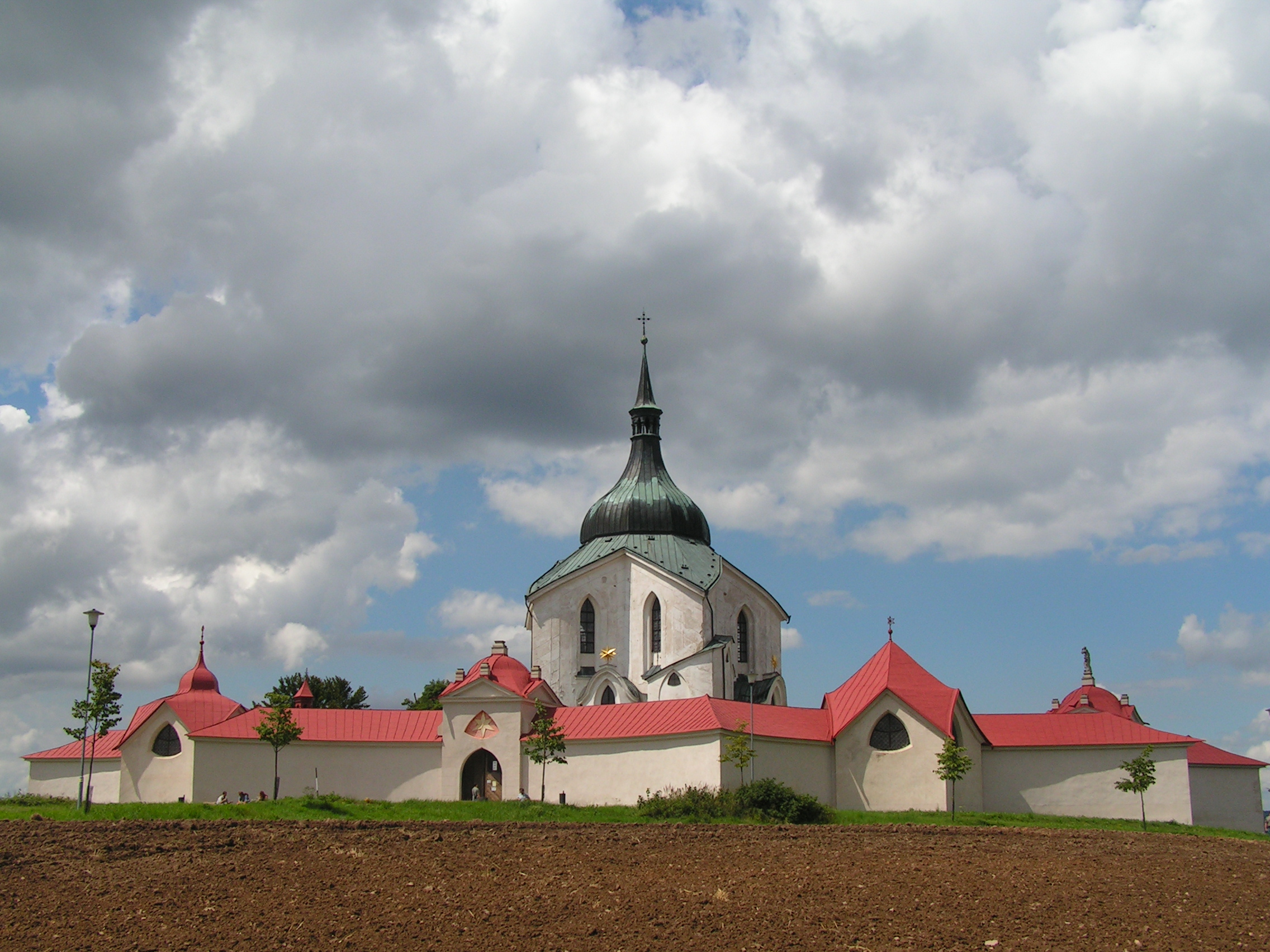
A Nepomuki Szent János-zarándoktemplom Žďár nad Sázavou városa mellett

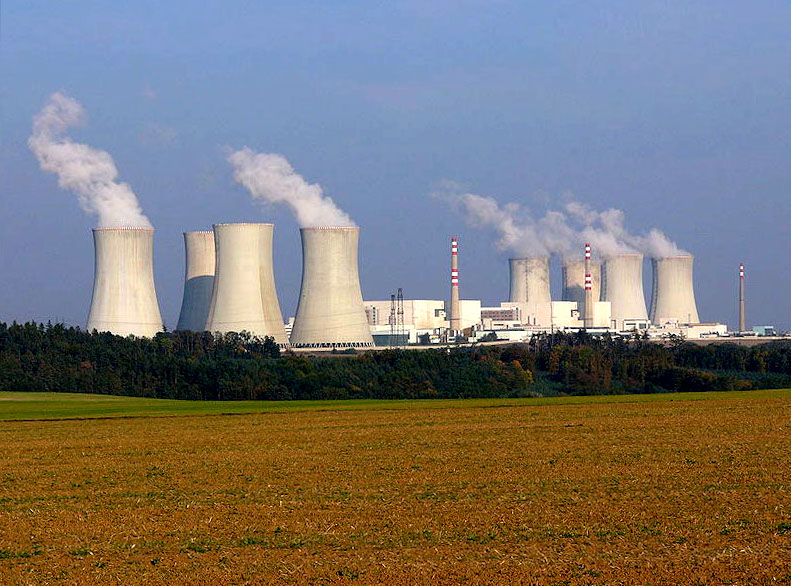
A dukovany atomerőmű

| Név                      | Lakosság (fő, 2005. december 31.) |
| ------------------------ | --------------------------------- |
| Jihlava                  | 50 859                            |
| Třebíč                   | 38 654                            |
| Havlíčkův Brod           | 24 296                            |
| Žďár nad Sázavou         | 23 841                            |
| Pelhřimov                | 16 462                            |
| Velké Meziříčí           | 11 776                            |
| Humpolec                 | 10 941                            |
| Nové Město na Moravě     | 10 478                            |
| Chotěboř                 | 9914                              |
| Bystřice nad Pernštejnem | 8879                              |
| Moravské Budějovice      | 7934                              |
| Světlá nad Sázavou       | 6965                              |
| Třešť                    | 5927                              |
| Ledeč nad Sázavou        | 5881                              |
| Telč                     | 5751                              |
| Náměšť nad Oslavou       | 5142                              |
| Pacov                    | 5103                              |
| Polná                    | 5061                              |

## Közlekedés
Áthalad rajta a D1-es autópálya.

## Fordítás
- Ez a szócikk részben vagy egészben  a   Vysočina Region című angol Wikipédia-szócikk ezen változatának fordításán alapul.  Az eredeti cikk szerkesztőit annak laptörténete sorolja fel. Ez a jelzés csupán a megfogalmazás eredetét és a szerzői jogokat jelzi, nem szolgál a cikkben szereplő információk forrásmegjelöléseként.
- Ez a szócikk részben vagy egészben  a   Kraj Vysočina című cseh Wikipédia-szócikk ezen változatának fordításán alapul.  Az eredeti cikk szerkesztőit annak laptörténete sorolja fel. Ez a jelzés csupán a megfogalmazás eredetét és a szerzői jogokat jelzi, nem szolgál a cikkben szereplő információk forrásmegjelöléseként.